# Cyclopedidae
Cyclopedidae là một họ động vật có vú trong bộ Pilosa. Họ này được Pocock miêu tả năm 1924.

## Hình ảnh

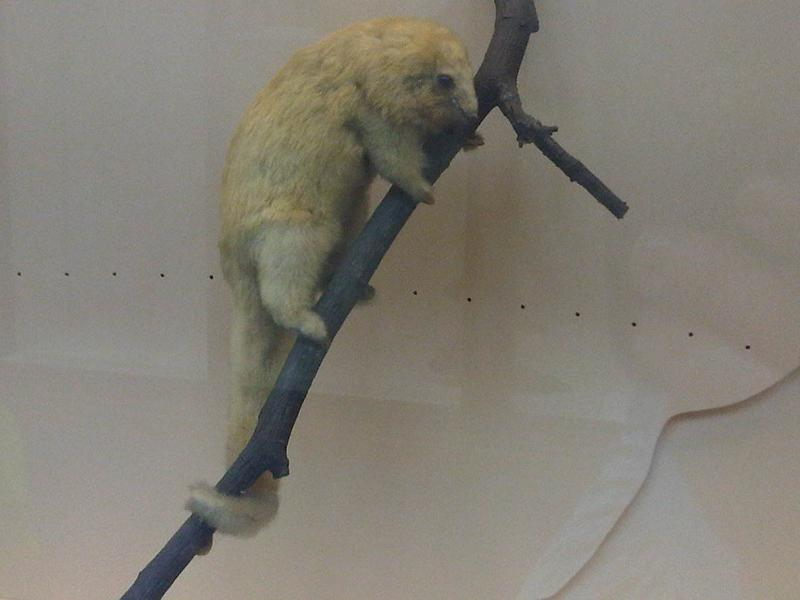